# Миртойское море
Миртойское море, Миртосское море (греч. Mυρτώο Πέλαγος, лат. Myrtoum mare, др.-греч. Μυρτῷον πέλαγος) — античное название юго-западной части Эгейского моря, окружающей остров Мирт (Μύρτος), расположенный у южной оконечности Эвбеи. Простиралось от Эвбеи и Киклад до Лаконии, от Аттики до Крита.
Обычно считалось, что оно названо по имени Миртила, возничего Эномая, которого с мыса Герест в море сбросил Пелоп. По эвбейской версии, Миртойское море получило название от некоей женщины по имени Мирто (Μυρτώ).
Название встречается в стихах Горация, у Страбона, Помпония Мелы и Плиния Старшего. По Страбону море простиралось от мыса Суниона до Коринфа и залива Сароникоса; по Плинию, оно начиналось у бухты Мегары и омывало берега Аттики.
В современной географии термин не употребляется.